# Colegio menor Nuestra Señora de Loreto
El Colegio Menor Nuestra Señora de Loreto es un colegio situado en la ciudad de Madrid perteneciente al Patronato de Huérfanos del Ejército del Aire en el que estudian los hijos del personal militar y civil del Ministerio de Defensa (Ejército del Aire), con atención especial a los alumnos huérfanos.
En diciembre de 2008 los alumnos de 6.º de Primaria de este centro obtuvieron la séptima mejor puntuación en la prueba de evaluación de todos los colegios de la Comunidad de Madrid.
Su nombre está dedicado a la Virgen de Loreto, patrona de los aviadores.

## Dirección
Está situado en Madrid, detrás del antiguo Hospital del Aire, en la calle General Aranaz número 66, en el barrio del Salvador

## Historia
El 12 de marzo de 1965 el Ministerio de Hacienda cede al Patronato de Huérfanos Nuestra Señora de Loreto la finca o heredad de Mampalvillo, en el antiguo término municipal de Canillas.
El entonces ministro del Aire, el general Lacalle Larraga, encarga construir un colegio para los huérfanos. El 18 de mayo de 1967 se firma el contrato de ejecución de la obra, dirige el proyecto el General Llop Lamarca, Presidente del Patronato.
El 16 de agosto de 1968, es reconocido por el Ministerio de Educación y Ciencia como colegio menor. El primer curso escolar empieza a funcionar en el curso 1969/1970. Se llamaba entonces "Colegios de Nuestra Señora de Loreto" y lo formaban el Colegio Menor, el Colegio de Enseñanza Media Reconocido Superior y el Colegio de Enseñanza Primaria, todos ellos únicamente masculinos.
- 1970/71 Se crean las tutorías de los alumnos. Publicación de los Estatutos del Colegio Mayor.
- 1971/72 Se implanta el C.O.U.
- 1971/75 Se implanta la E.G.B. y se establece que en el colegio la 2.ª etapa la impartan licenciados.
- 1973/74 Se construye un polideportivo cubierto de 3.200m2.
- 1974/75 Se inician las pruebas de selectividad para ingresar en la Universidad. Comienzan los cursos de Graduado Escolar y Acceso a la Universidad para suboficiales del Ejército del Aire en régimen nocturno.
- 1975/78 Se implanta el nuevo Plan de Estudios de Bachillerato Unificado Polivalente (B.U.P.)
- 1976/82 Se implanta progresivamente la coeducación en E.G.B. (1.º a 5.º).
- 1979 Se inician los intercambios con L'Ecole des Pupilles de l'Air (Grenoble-Francia).
- 1979/80 Se aprueban y publican los Estatutos de Organización y Funcionamiento de los Colegios de E.G.B., B.U.P. y C.O.U.
- 1981/82 Se construye la Pista Infantil de Tráfico para Educación Vial.
- 1984/85 Se establece el uso del uniforme en 1.º de E.G.B. que, de forma gradual, se hará obligatoria en toda la E.G.B.
- 1985/86 Se publica la Ley Reguladora del Derecho a la Educación (LODE).
- 1986/86 La titularidad del Colegio revierte en el Patronato de Huérfanos, organismo promotor del mismo.
- 1989/90 El A.P.A. es incluida en el censo correspondiente por la Dirección General de Centros Escolares del M.E.C.
- 1990/91 Se promulga la Ley Orgánica de Ordenación General del Sistema Educativo (LOGSE). Se reforma la Normativa de Convivencia para adaptarse al Real Decreto sobre derechos y deberes de los alumnos.
- 1992/96 Se implanta la educación primaria por aplicación de la LOGSE.
- 1996/97 Empieza a funcionar la Escuela Infantil, para niños de 3(2) a 5 años.
- 1996/00 Se implanta la Educación Secundaria Obligatoria (ESO).
- 2000 Se implanta el primer curso de Bachillerato LOGSE
- 2006-2010 Se traslada temporalmente a un ala de un edificio del Colegio Menor Ntra. Sra. de Loreto el Seminario Castrense "Juan Pablo II".

## Estudios
Imparte enseñanza en los siguientes ciclos del Sistema educativo de España:
- Educación infantil (primero, segundo y tercer curso)
- Educación primaria
- Educación secundaria
- Bachillerato

## Instalaciones
- Edificio principal (Secretaría, dirección técnica, departamentos...).
- Edificio de aulas:
  - Planta baja: 5.º y 6.º de primaria; 1.º y 2.º de la ESO; biblioteca y enfermería.
  - Planta 1: 3.º y 4.º de la ESO, laboratorios y aula digital.
  - Planta -1: Primaria.
  - Planta -2: 1.º y 2.º de bachillerato, y sala de audiovisuales.
- Polideportivo de 3.200m²
- Piscina cubierta.
- 2 pistas de tenis.
- Frontón.
- Canchas de baloncesto.
- Pista de atletismo.
- Campos de fútbol y rugby.
- Helipuerto del desaparecido Hospital del Aire.
- Zona ajardinada.
- Comedores para infantil, primaria, ESO y bachillerato.
- Aula de informática.
- Aulas de música.
- Audiovisuales y pizarras digitales.
- Aula de tecnología.
- Imprenta.
- Lavandería.
- Enfermería.
- Capilla.
- Salón de actos.
- Aparcamiento.
- Piscina.

## Colaboración con otros centros
Los alumnos realizan diversos intercambios con otros centros de iguales características de otras partes del mundo y de España.
- Intercambio de estudios con L'Ecole des Pupilles de l'Air (Grenoble-Francia).
- Intercambio de estudios con centro de Estados Unidos
- Torneos deportivos con el Colegio de Huérfanos de la Armada (CHA),[8] el Colegio del Ejército de Tierra[9] y el Colegio de Huérfanos de la Guardia Civil.[10]
- Intercambio de estudios con el Duke of York's Royal Military School (DOYRYMS), Dover (Inglaterra).
- En la década de los 80 y en los 90, hasta su cierre, con el Torrejón High School, colegio de hijos de militares de la Fuerza Aérea Americana en la Base Aérea de Torrejón AB.

## Actividades extraescolares
- Taller literario
- Fútbol
- Asociación juvenil "Círculo de Aire Libre"
- Baloncesto
- Periódico
- Guitarra
- Atletismo
- Ajedrez
- Teatro
- Tenis y Frontón
- Gimnasia rítmica
- Judo

Secciones ya extintas:
- Aeromodelismo
- Rugby
- Natación
- Socorrismo
- OJE (hasta 1979)
- Internado de alumnos

## Antiguos alumnos y personal destacados
- José María Michavila, exministro de Justicia.
- Narciso Michavila, sociólogo. Presidente de GAD3.
- Ana Michavilam, exjefa de gabinete del presidente de la Generalitat Valenciana.
- José Luis Abajo, esgrimista medalla de bronce en los Juegos Olímpicos de Pekín 2008.
- Andrés Úbeda de los Cobos, jefe de Conservación de Pintura Italiana y Francesa (hasta 1700) del Museo Nacional del Prado.
- Javier Salto, general del Aire, jefe de Estado Mayor del Ejército del Aire.
- Carlos Gumpert, traductor.
- Ramón Salas Larrazabal, historiador de la Guerra Civil. Director del colegio en los años 70.
- Javier Salas, periodista de El País. Nieto del anterior.
- Ángel Cubero, músico mallorquín, integrante de L.A., Vancouvers, the Nash y the Silos.
- Sergio Baigorri, músico del grupo Alamedadosoulna.
- Gorka Menchaca, músico del grupo Alamedadosoulna.
- Carlos Lahoz, músico del grupo Última Experiencia, entre otros.
- José Alberto Solís, músico del grupo Última Experiencia, entre otros.
- Almudena Toral, periodista.[11]
- Eduardo Fermín Garvalena Crespo, piloto de la Patrulla Águila fallecido en acto de servicio.[12]